# A Guerra dos Pintos
A Guerra dos Pintos foi uma telessérie brasileira exibida em 1999 pela Rede Bandeirantes. Tratava-se de uma adaptação da série americana Married... with Children produzida pela Band em parceria com a Sony Entertainment Television. A série é uma versão de Married... with Children (Um Amor de Família no Brasil) e, devido à baixa audiência, teve apenas 22 episódios exibidos, mas 52 gravados.

## Sinopse
José dos Santos Ferreira Pinto, mais conhecido como Zé, era um marceneiro irmão de Joaquim dos Santos Ferreira Pinto, que ao contrário do irmão honesto, sempre quis casar alguém rico e ganhar uma fortuna, assim ele e seu irmão conhecem Neide, uma mulher rica, os dois se apaixonam por ela e forma-se a guerra dos irmãos Pinto.

## Elenco
- Henrique Stroeter ... Zé Pinto (José dos Santos Ferreira Pinto)
- Esther Laccava ... Neide
- Ricardo Gadelha ... Joca (Joaquim dos Santos Ferreira Pinto)
- Roberta Porto ... Kelly Cristina
- Cláudia Provedel ... Márcia
- Felipe Rocha ... Aderbal
- Luís Fernando Petzhold ... Alfredinho (Alfredo)
- Cléa Simões ... Nazaré
- Miá Mello ... Andréa
- Alair Nazareth ... Thatiana Farne
- Ruth de Souza ... Serafina

## Participações especiais
- Ary Fontoura - Fabiano
- Suzana Vieira (1 episódio)
- Nair Bello como Claudiana

## Curiosidades
- O que inspirou a série a ser produzida foi o grande sucesso da série Married... with Children e da série Who's The Boss? ainda inédita no Brasil.
- O humor sexualisado e bordões repetitivos, a série foi um fracasso de audiência, gerando apenas 3 pontos apenas na Grande São Paulo.
- O objetivo da série era criar um horário e uma tradição na Band para a exibição de sitcoms, visto o sucesso de Sai de Baixo na Rede Globo, por exemplo.
- Aproximadamente foram gravados 52 episódios, mas apenas 22 foram ao ar.
- A série recebeu o prêmio Troféu Maysa da Folha de S.Paulo, como seriado mais sem graça da TV.